# Döppersberg

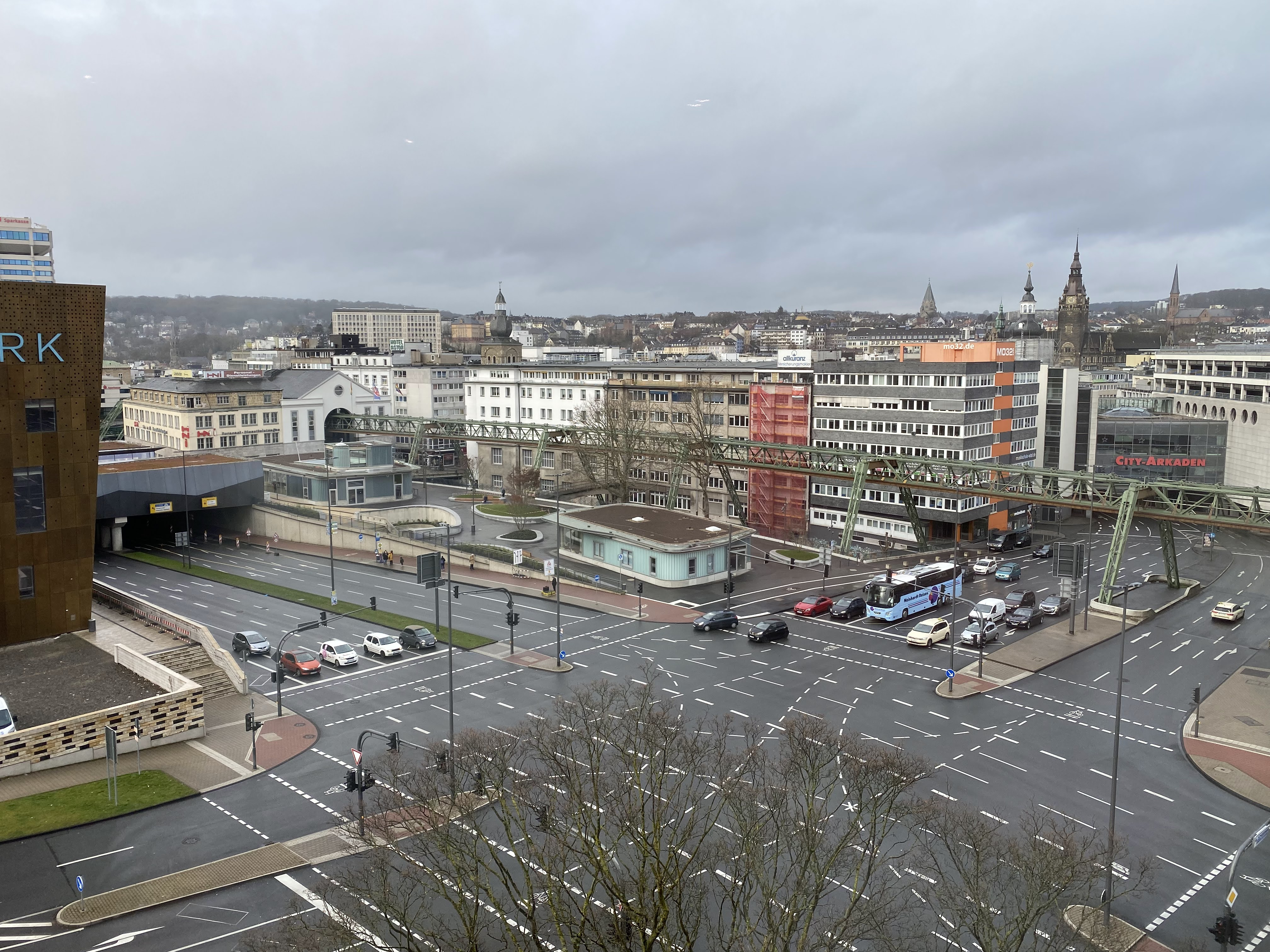
Döppersberg som trafikknutpunkt 2021

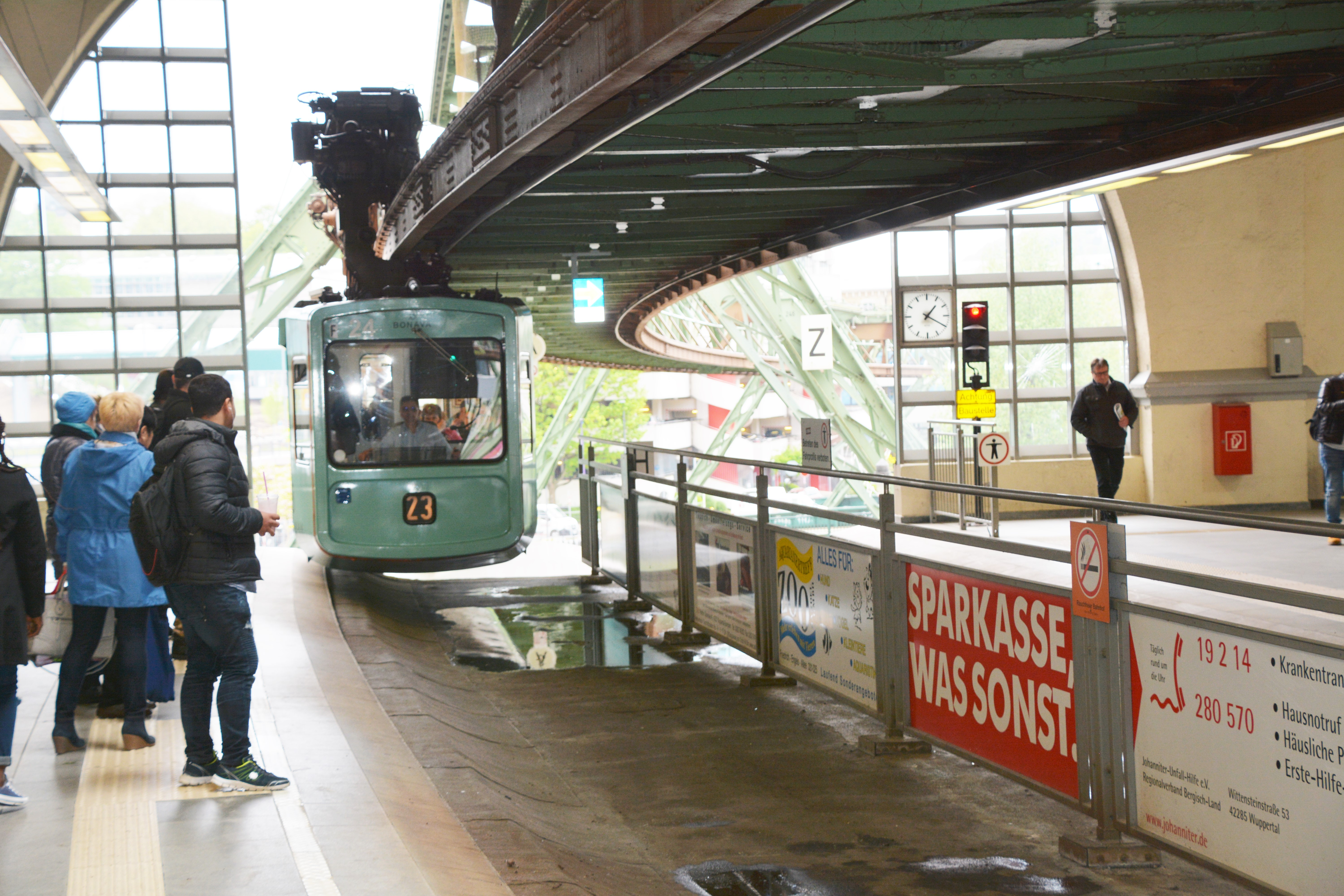
Hängbanestationen

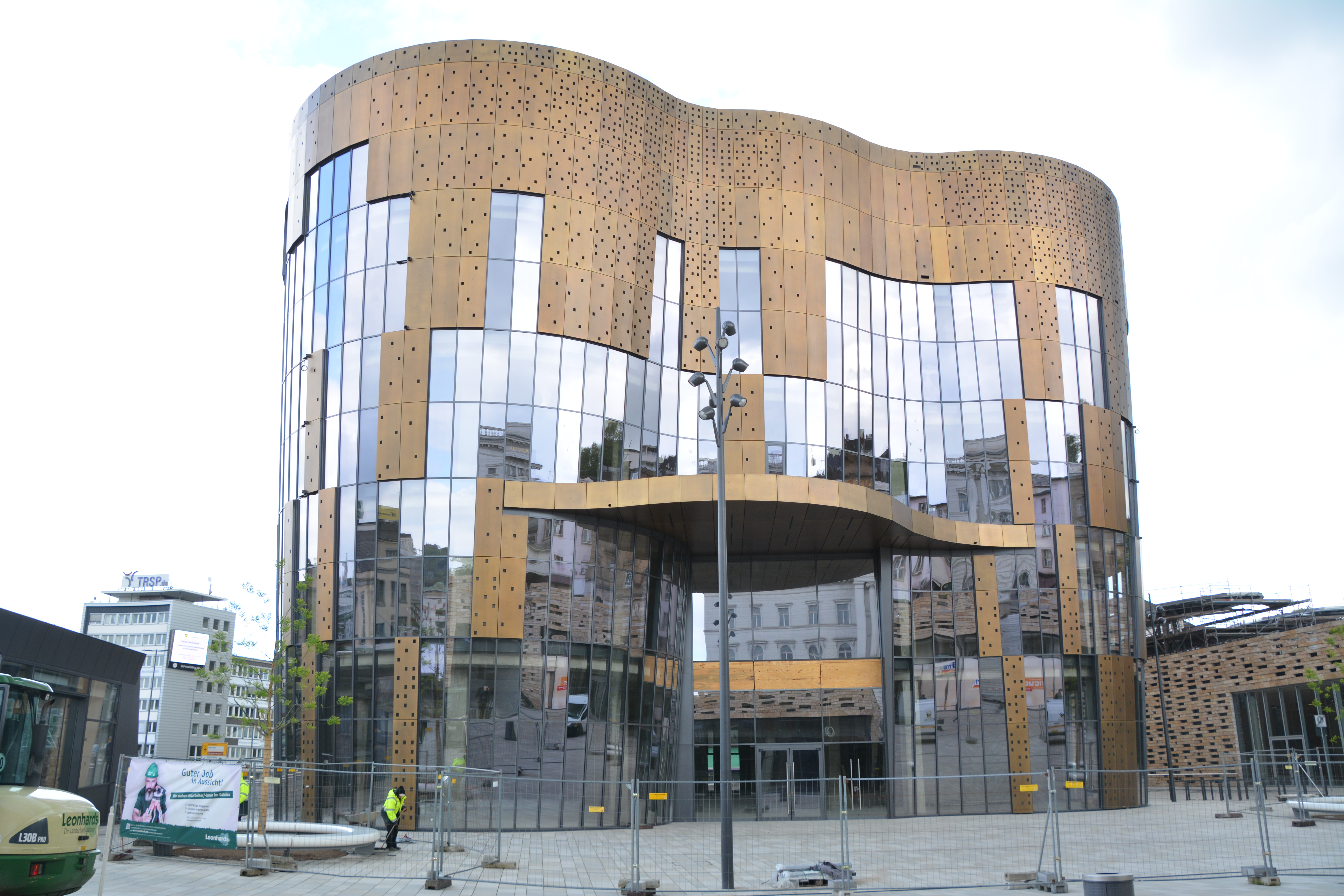
Ny kommersiell byggnad, 2018

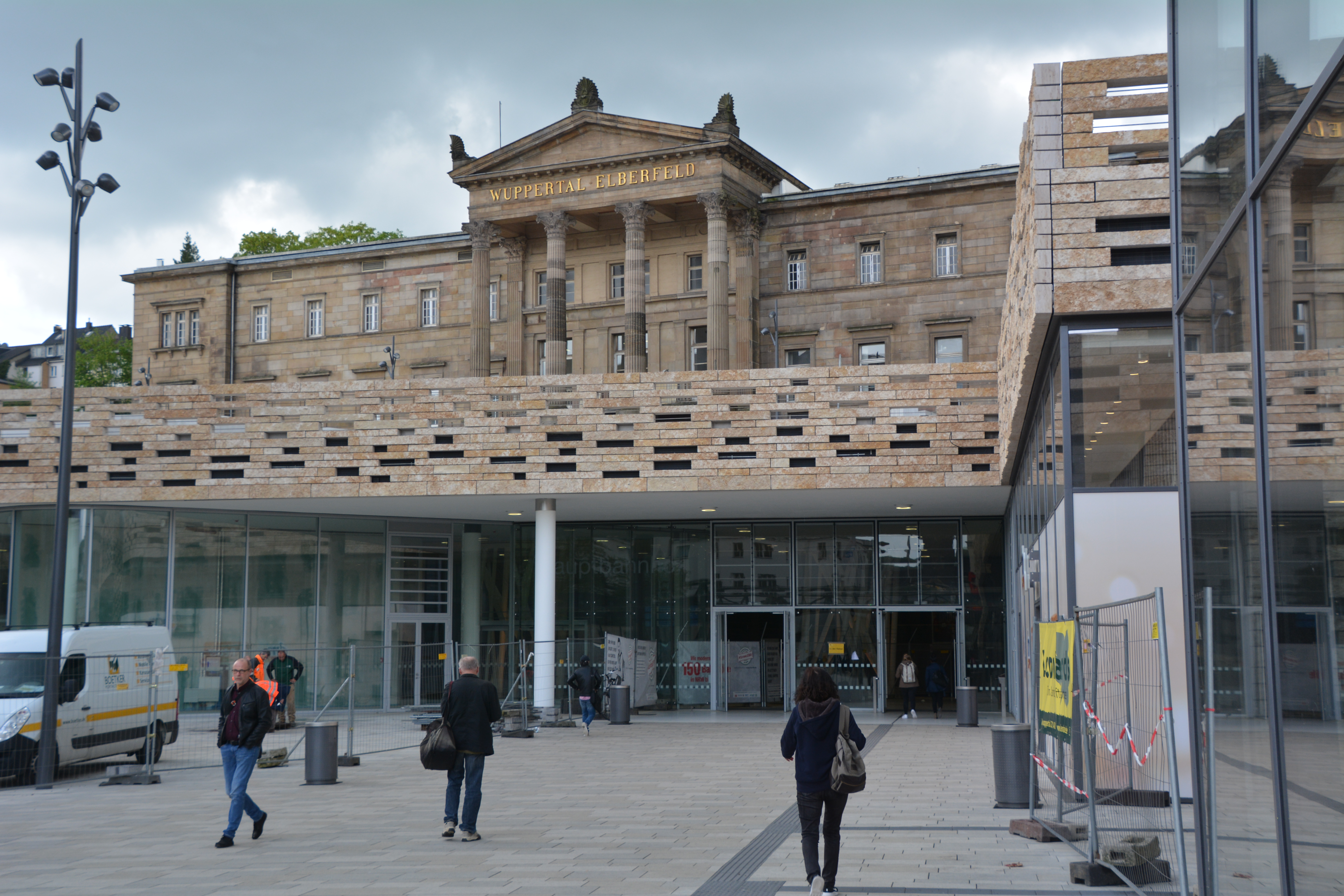
Centralstationen i Wuppertal, 2018

Döppersberg är en stadsdel i Wuppertal, tidigare i staden Elberfeld. I Döppersberg ligger Wuppertals centralstationer både för järnvägen och för den lokala Wuppertals hängbana. 

## Historik
Namnet Döppersberg betecknade ursprungligen bergssluttningen på vänstra stranden av Wupper, sydväst om staden Elberfelds historiska centrum på högra stranden. Detta område var länge obebott och bara nåbart från stadens centrum indirekt via Isländer Brücke. Mellan sluttningen och floden fanns det flacka området Brausenwerth, som tjänade som marknadsplats för den årliga marknaden.
Först med anläggandet av Düsseldorf-Elberfelder Eisenbahn-Gesellschafts stambana och den senare byggda centralstationen Am Döppersberg 1846 i sluttningens nedre del, kom omvandlingen av området igång. En ny bro över Wupper anlades för att ge direkt förbindelse med järnvägsstationen. 
Sedan invigningen av Wuppertals hängbana har Döppersberg utvecklats till Elberfelds centrala trafikplats. Hängbaneföretaget byggde där omkring 1900 den centrala och också passagerarmässigt största stationen. Hängbanelinjen mötte här stadens smalspåriga spårvagnslinje. En ny och större hängbanestation byggdes sedan 1926, ihopbyggd med det stora Köbo-Haus, som är uppfört över floden Wupper.

## Omgestaltning
Den centrala Döppersberg har under 2010-talet genomgått en radikal ombyggnad, efter planer som utarbetats av arkitektfirman Jaspert + Steffens i Köln. I denna har ingått nedgrävning av den stora billeden Bundesstrasse 7 i tunnel, tillkomsten av ett brett fotgängarstråk från centralstationen till Elberfelds historiska stadskärna, utvidgning av järnvägsstationen, en ny bussterminal i omedelbar anslutning till järnvägsstationen, en ny konsthall och ett nytt affärscentrum.  

## Bildgalleri

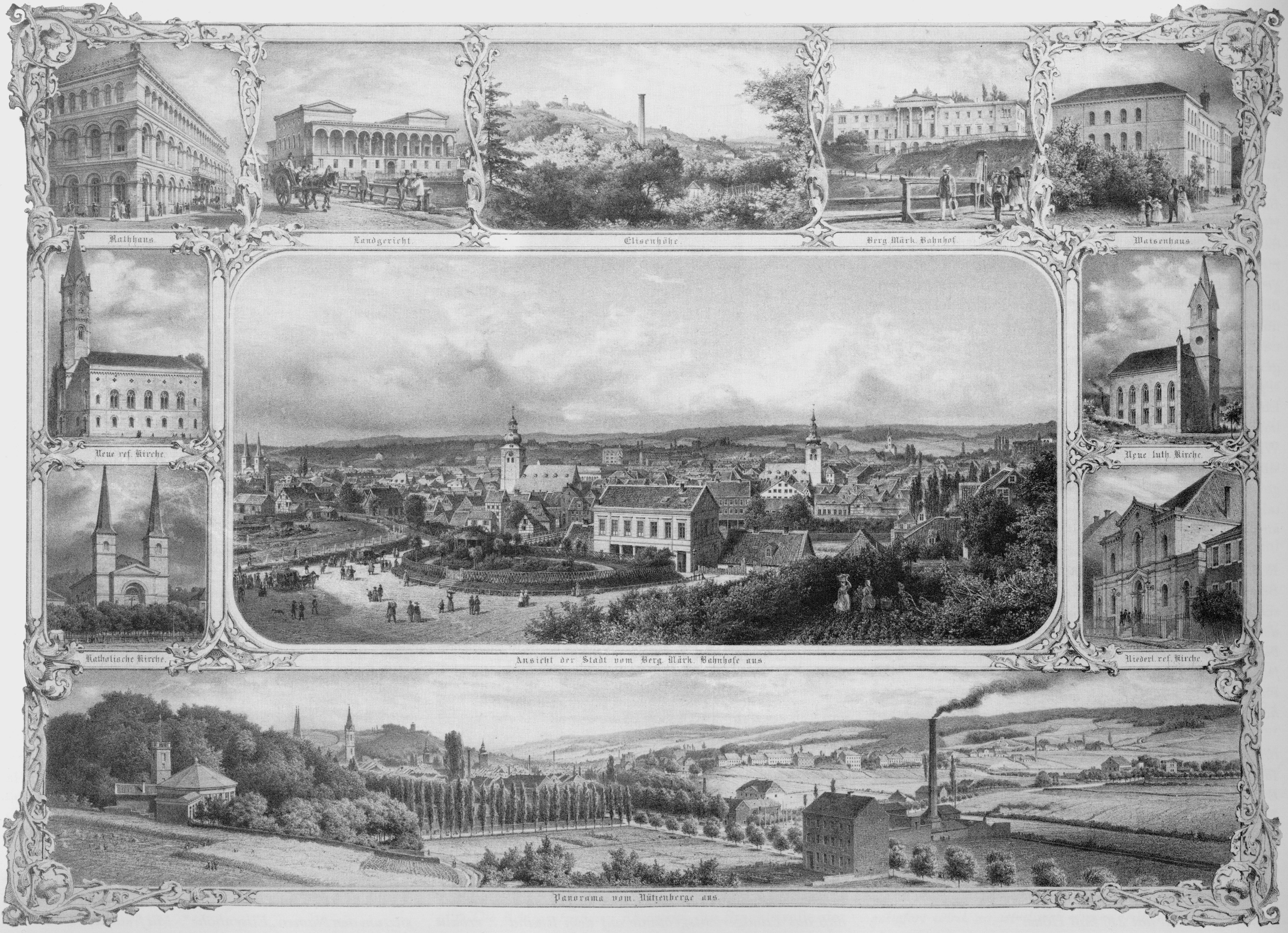
Brausenwerth och Döppersberg 1855, litografi av Wilhelm Riefstahl
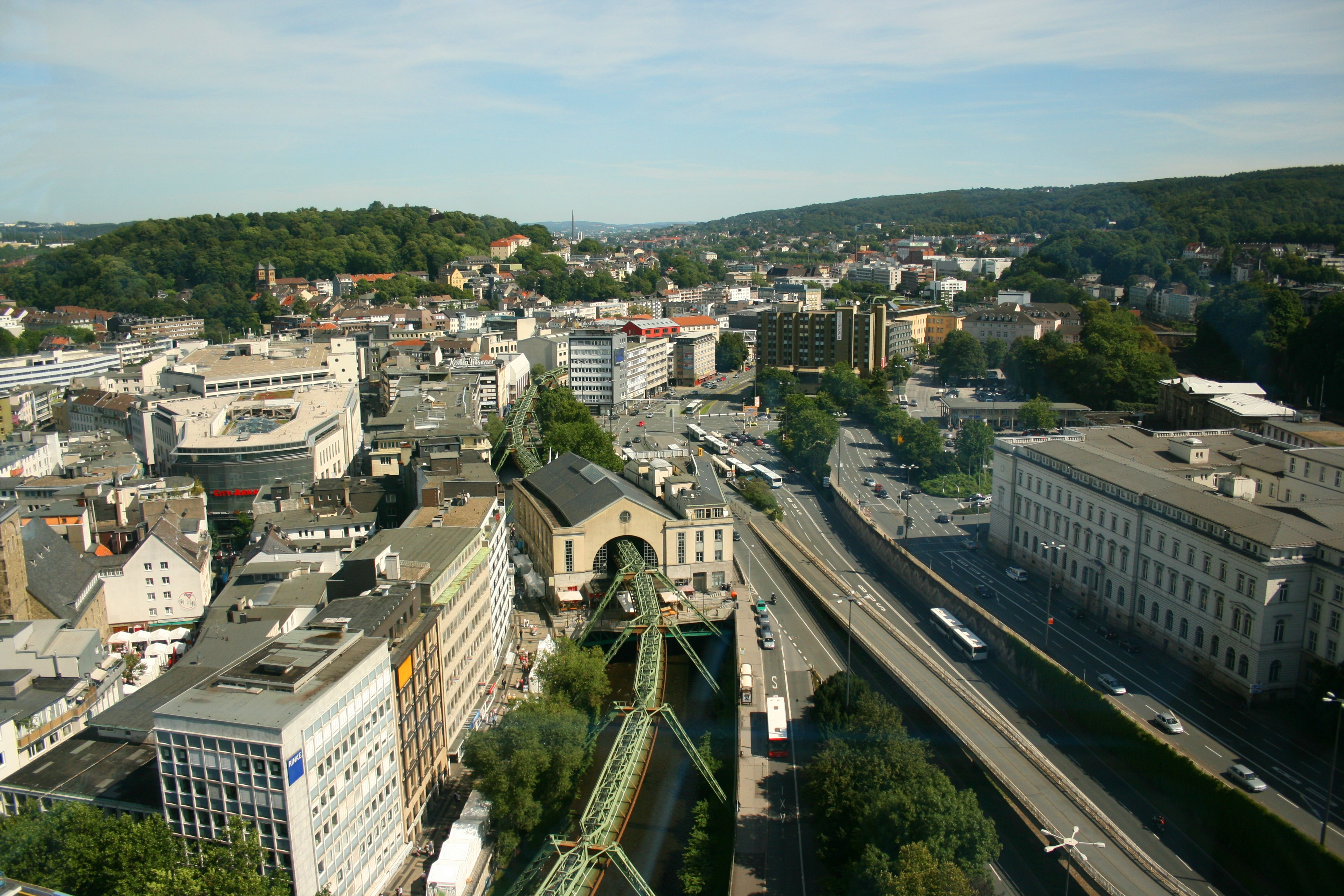
Hängbanestationen med Köbo-Haus vid Döppersberg-krsningen, 2008
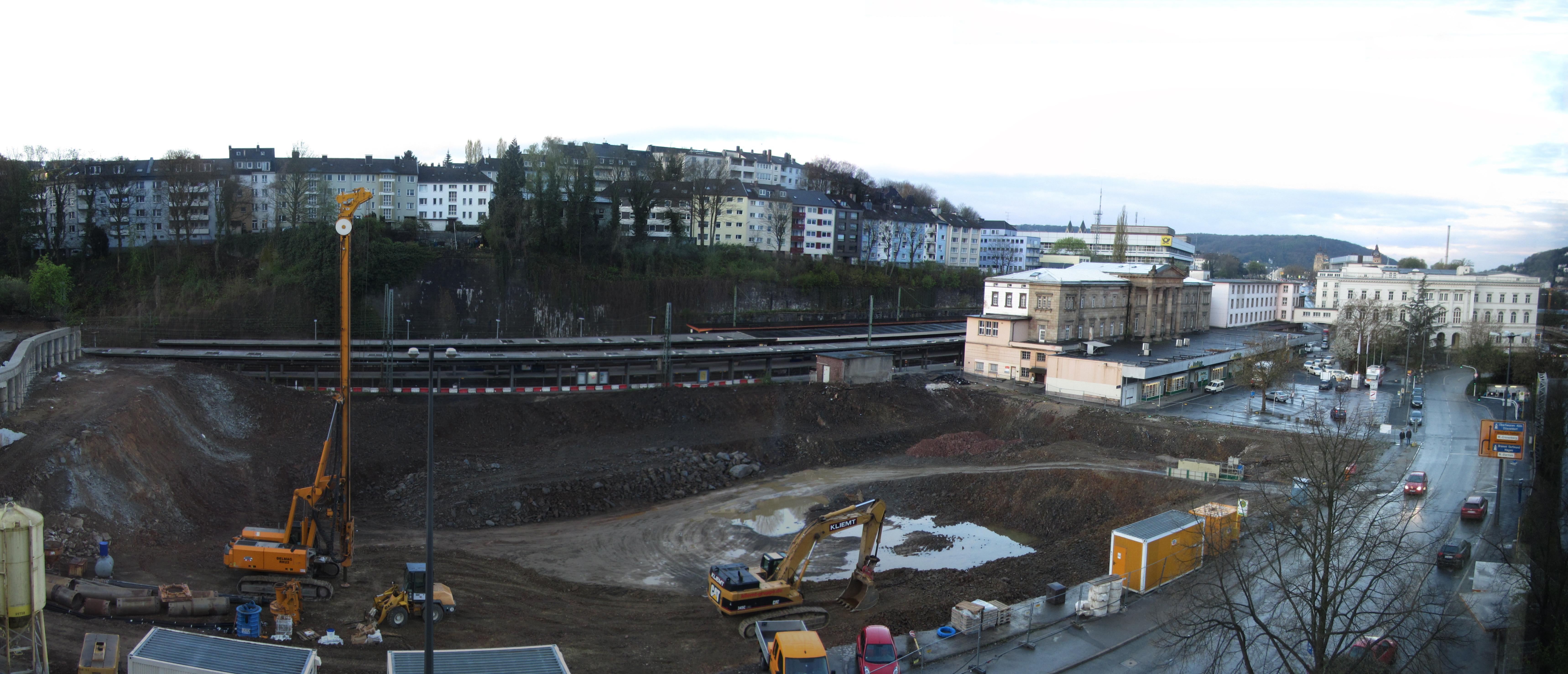
Byggområdet i april 2012
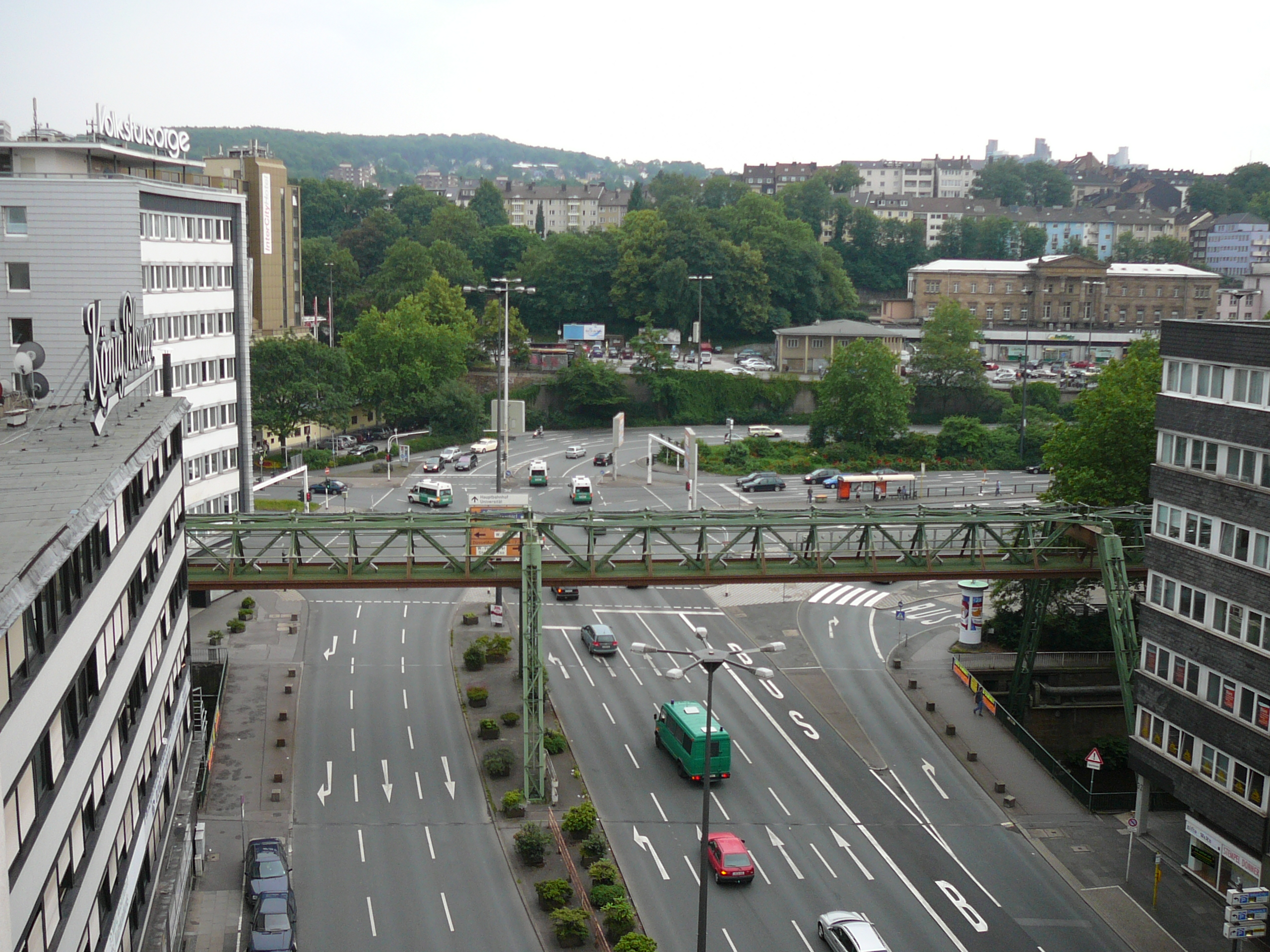
Döppersberg som trafikknutpunkt före ombyggnaden 2014
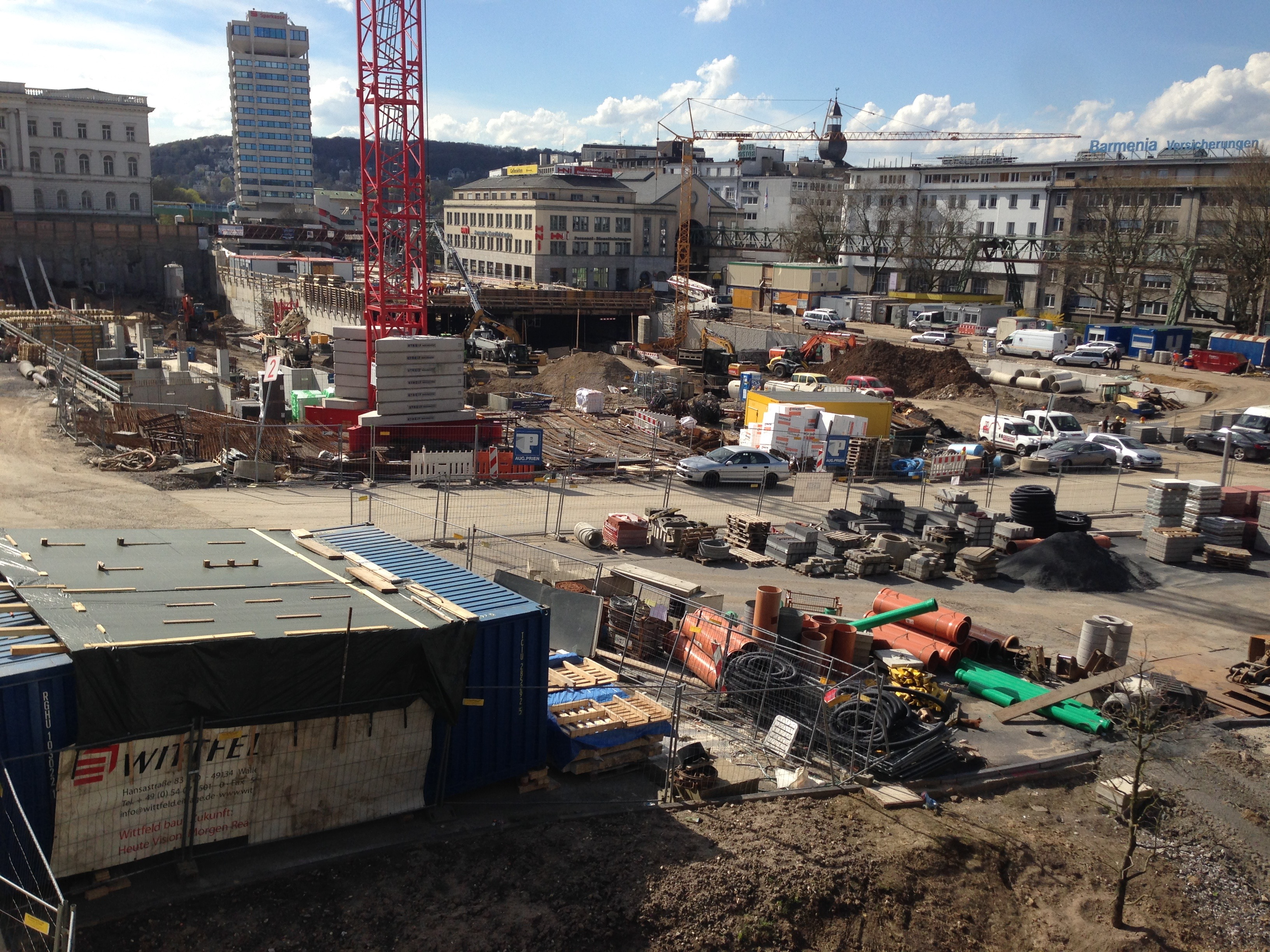
Byggnadsarbeten i april 2016
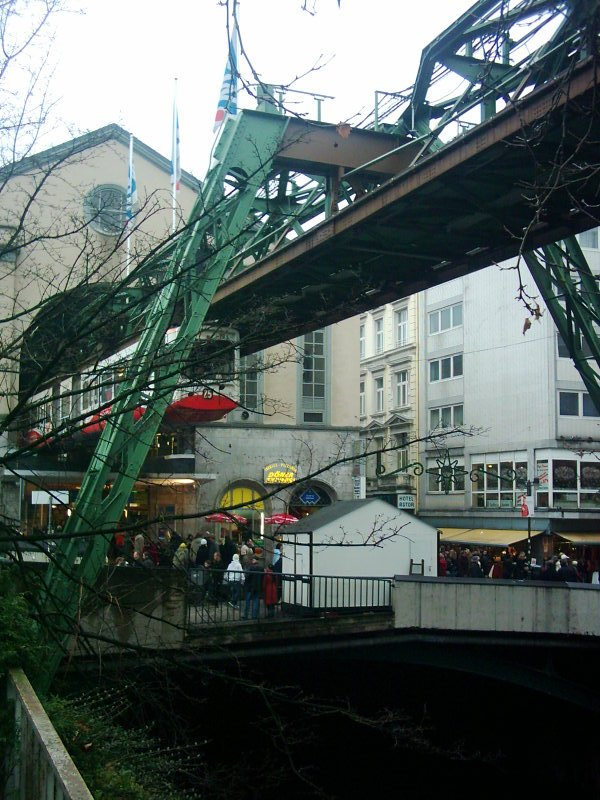
Hängbanestationen  med Köbo-Haus